# Таязура
Таязу́ра (Neomorphus) — рід зозулеподібних птахів родини зозулевих (Cuculidae). Представники цього роду мешкають в тропічних лісах Центральної і Південної Америки.

## Опис
Таязури — великі, довгохвості, чубаті зозулі. Середня довжина таязур становить 43–51 см, а вага — 330–349 г. На відміну від багатьох інших зозуль, таязури не практикують гніздовий паразитизм, а самі доглядають за пташенятами.

## Види
Виділяють п'ять видів:
- Таязура рудогуза (Neomorphus geoffroyi)
- Таязура тапайоська (Neomorphus squamiger)[5]
- Таязура смугаста (Neomorphus radiolosus)
- Таязура чорнодзьоба (Neomorphus rufipennis)
- Таязура червонодзьоба (Neomorphus pucheranii)

## Етимологія
Наукова назва роду Neomorphus походить від сполучення слів дав.-гр. νεος — новий, інший і μορφη — вигляд, тип.